# Gobindpur (ort i Indien, Dhanbad)
Gobindpur är en ort i Indien.   Den ligger i distriktet Dhanbad och delstaten Jharkhand, i den östra delen av landet, 1 100 km sydost om huvudstaden New Delhi. Gobindpur ligger 212 meter över havet och antalet invånare är 9 507.
Terrängen runt Gobindpur är platt. Runt Gobindpur är det tätbefolkat, med 881 invånare per kvadratkilometer. Närmaste större samhälle är Dhanbad, 8,5 km väster om Gobindpur. I omgivningarna runt Gobindpur växer huvudsakligen savannskog.